# Arthur: The Quest for Excalibur
Arthur: The Quest for Excalibur est un jeu vidéo de fiction interactive développé par Bob Bates et publié par Infocom à partir de 1989 sur Amiga, Apple II, MS-DOS et Apple Macintosh. Le joueur y incarne le jeune Arthur dont l’objectif est de montrer à Merlin qu’il a la sagesse et l’expérience nécessaire pour accéder au trône. Le jeu inclut des graphismes mais il est possible d’y jouer entièrement en mode texte. Son interface graphique, utilisée uniquement sur ce titre, permet au joueur de basculer entre une représentation graphique du lieu où il se trouve, une description textuelle de ce lieu, une carte de l’environnement, les caractéristiques du personnage et son inventaire. Le personnage principal, Arthur, acquiert au cours de sa quête la possibilité de se transformer en animal, ce qui lui confère de nouvelles capacités.